# الصفاح (بني زيد)
الصفاح هو دُوَّار يقع بجماعة كلاز، إقليم تاونات، جهة فاس مكناس في المملكة المغربية. ينتمي الدوّار لمشيخة بني زيد التي تضم 16 دوار. يقدر عدد سكانه بـ 273 نسمة حسب الإحصاء الرسمي للسكان والسكنى لسنة 2004.

## روابط خارجية
- البوابة الوطنية للجماعات الترابية
- المندوبية السامية للتخطيط